# Josef Huber
Johann Josef Huber (14. marts 1858 i Feldkirch i Vorarlberg – 26. juli 1932) var en østrigsk maler.
Huber uddannedes på Münchens Akademi og hos Julian i Paris. Hubers alsidige kunst — staffelibilleder, glasmalerier, glasmosaik m. v. — viser evner for den storladne linievirkning, med forstående tilslutning til ældre kunst. I glasmaleriet har han virket fornyende (arbejder i Bremens Domkirke, Döhlau-Kirken i Østpreussen, rådhuset i Feldkirch etc.). Han har udført en del fresker til den kongelige residens i München, museet i Bregenz m. v.